# Tiroxina
A tiroxina, também chamada tetraiodotironina (T4), é um dos hormônios  sintetizados na tireoide lançado na corrente sanguínea, junto com o T3 - tri-iodotironina. Cerca de 80% dos hormônios liberados pela tireoide consiste, normalmente, de tiroxina (T4), enquanto a tri-iodotironina (T3) corresponde aos outros 20%. Os dois, tanto o T3 e o T4 servem para regular o metabolismo.
A tireoide armazena quantidade suficiente de hormônios T3 e T4 para suprir o organismo humano cerca de 30 dias sem nenhuma síntese de novos hormônios. Além disso, existe uma grande reserva de T4 no corpo, pois esse hormônio apresenta baixa reciclagem e se encontra principalmente na circulação. Os sintomas de um hipotireoidismo, portanto, só aparecem cerca de um mês depois do início do problema. Cerca de 1/3 da tiroxina (T4) produzida é convertida em tri-iodotironina (T3) antes de atuar no metabolismo das células.

## Funções
A tiroxina é composta pela união de aminoácidos iodados. A sua função é estimular o metabolismo basal das células através de vários mecanismos. Dentre eles, temos:
1. Aumento do número e tamanho das mitocôndrias, o que disponibiliza mais ATP para as células
2. Aumento no transporte de íons, principalmente através da bomba Na/K ATPase, o que consome ATP e, portanto, aumenta o calor liberado pelas células
3. Um maior metabolismo necessita de mais energia, dessa forma há um aumento no catabolismo (degradação) de carboidratos e lipídeos, aumentando, conseqüentemente o apetite.
4. Uma maior transcrição gênica leva à formação de mais enzimas, o que acelera o metabolismo e aumenta a necessidade de vitaminas (coenzimas) pelo corpo.
5. Uma maior necessidade de energia leva a um maior fluxo cardíaco, freqüência cardíaca, contratilidade cardíaca e pressão arterial o que, portanto, aumenta o aporte de oxigênio para as células
6. Um maior aporte de oxigênio leva a uma necessidade de melhor oxigenação do sangue, portanto ocorrerá um aumento na freqüência e profundidade das respirações
7. Há um aumento da motilidade gastrointestinal
8. Há uma excitação nervosa, aumentando a ansiedade e o estado de alerta
9. Geralmente a secreção das glândulas endócrinas são estimuladas.

Esses são alguns dos efeitos, outros como tireotoxicose.

## Síntese da tiroxina
A tireóide sintetiza este hormônio combinando iodo oxidado (na forma de I3):
- Monoiodotironina + Diiodotironina = Triiodotironina (T3)
- Diiodotironina + Diiodotironina = Tiroxina (T4)[6]

Inicialmente, as células foliculares da tireoide sintetizam moléculas de tiroglobulina, que são secretadas para o coloide do folículo da tireoide. Nesse processo, partes da molécula de tireoglobulina (em específico o aminoácido tirosina) são fixadas com iodo oxidado, formando a monoiodotirosina e a diiodotirosina. Dessa maneira, a tiroxina, assim como a triiodotironina, são formadas dentro da molécula de tireoglobulina, que é armazenada na glândula. Posteriormente, essa molécula é clivada e os hormônios T3 e T4 são liberados separadamente. A clivagem ocorre através de enzimas peroxidases encontradas nos lisossomos das células tireóideas, para que haja a liberação do hormônio para a corrente sangüínea.
Tanto a síntese como a secreção dos hormônios tireóideos são reguladas pelo hormônio estimulante da tiróide, ou tireotropina (TSH), secretada pela hipófise anterior, ou adeno-hipófise. É transportada pelo sangue, formando um complexo com as proteínas do plasma (liga-se 99% às proteinas plasmáticas, principalmente a globulina tireóidea) e é degradada no fígado.

## História
A tiroxina foi isolada pela primeira vez em 1919 e sintetizada em 1927. Atualmente utiliza-se tiroxina sintética para tratar doenças causadas por deficiências da tiróide, como o cretinismo (hipotireoidismo congênito) e o bócio endêmico. Os medicamentos indicados para reposição hormonal como o Puran T4 e o Synthroid  são composto de levotiroxina sódica.